# Entreprise locale de distribution d'électricité et de gaz (France)
 (novembre 2021).
Pour les articles homonymes, voir ELD.
Les entreprises locales de distribution d'électricité et de gaz ou ELD assurent en France la distribution, la fourniture voire la production d'électricité ou de gaz naturel sur leurs territoires. Les ELD ont pour mission de garantir l’accès au réseau de distribution et détiennent donc un monopole de la distribution sur leurs territoires historiques, au même titre qu’Enedis ou GRDF. Les ELD sont également fournisseurs historiques aux tarifs réglementés de vente (TRV) sur leurs territoires, et parfois fournisseurs en offre de marché.

## Historique
La loi de nationalisation de l’électricité et du gaz du 8 avril 1946 qui avait modifié profondément l’organisation électrique et gazière française, avait cependant maintenu les droits des communes en matière de distribution publique de l’électricité et du gaz, hérités de la Loi de 1906.
Ainsi si la presque totalité des sociétés privées a bien été nationalisée, les entreprises publiques locales, qu'il s'agisse de régies ou de la Société d’intérêt collectif agricole d’électricité (SICAE), pouvaient poursuivre leur activité. Il n'était cependant plus possible pour les communes de créer ou reprendre cette activité, sous cette forme. Depuis 1987, la loi considère comme équivalente la gestion en société d'économie mixte (SEM). Ce qui a permis l'entrée d'acteurs privés au capital et dans l'exploitation de certaines de ces régies en particulier celles d'une taille importante et situées dans des zones profitables.
Depuis la loi du 6 février 2000, créant en droit français la notion de gestionnaire du réseau de distribution (GRD), ces sociétés publiques locales se sont vu transférer les responsabilités afférentes, notamment la mission de garantir l'accès au réseau de distribution. En ce sens elles continuent à détenir le monopole de distribution sur leur territoire, que la loi du 8 avril 1946 ne leur avait pas ôté.
Par ailleurs l'article 8 de la loi du 8 avril 1946 maintenait pour ces sociétés la possibilité de continuer à produire de l’électricité, fréquemment en raison d'installations existantes (petites centrales hydroélectriques notamment). Toutefois, l'énergie produite ne pouvait servir qu'à l'autoconsommation ou être vendue à EDF.
Dans les faits, leur production est restée marginale, dans la mesure où aucune de ces régies n'avait la possibilité de développer des installations de grandes tailles en mesure de rivaliser économiquement avec celles d'EDF, rendant plus économique un approvisionnement auprès de cette dernière.
Avec la dérèglementation du secteur de l'électricité, certaines régies ont choisi d'intervenir sur le marché en cours de création en cherchant à développer des capacités de production ou d’approvisionnement[réf. nécessaire].

## Organisation du secteur
Le nombre d'entreprises locales de distribution d'électricité et de gaz se montait, au 1er janvier 2024, à 132 (110 purement électricité, 5 purement gaz, 17 mixtes électricité et gaz). Les ELD assurent 5 % de la distribution d’énergie électrique française dans 2 800 communes. Créées par les collectivités locales, elles desservent environ 3,8 millions d’habitants et représentent 7 000 emplois. La plupart d’entre elles sont fédérées dans des associations nationales, comme l'UNELEG (Union nationale des entreprises locales d'électricité et de gaz), la FNCCR (Fédération nationale des collectivités concédantes et régies), la FNSICAE (Fédération nationale des sociétés d'intérêt collectif agricole d'électricité), le SPEGNN (Syndicat professionnel des entreprises locales gazières) et ELE, syndicat professionnel des entreprises locales d'énergie.
Outre l'activité de gestion du réseau de distribution, la plupart des ELD sont également fournisseurs d'électricité et/ou de gaz. La loi du 10 février 2000 impose la séparation en 2 entités distinctes comptablement des activités de gestion du réseau et de fourniture d'électricité (ou de gaz), si l'ELD compte plus de 100 000 clients électricité (ou gaz). Les ELD de moindre taille peuvent maintenir les 2 activités dans la même entité.
Enfin, en cas de défaillance financière, technique ou encore en lien avec les difficultés liées à la gestion des entités de type TPE, sauf à s'allier à une ELD en meilleure santé et volontaire, EDF/Enedis est tenu de reprendre la distribution d'électricité comme ce fut le cas pour Électricité Service Gironde en 2000, ou plus récemment pour la régie de Cambounet sur le Sor (commune du département du Tarn)[réf. nécessaire].

## Concurrence
Alors qu'à la fin mars 2018, les concurrents d'EDF fournissaient 18,9 % des foyers français (6,1 millions de sites résidentiels) en électricité, soit un gain de 1 point en un trimestre, les environ 130 ELD restent de fait en situation de quasi-monopole sur leur territoire. Selon le Médiateur de l'énergie et la CRE, les fournisseurs alternatifs n'ont que rarement investi ces zones pour proposer aux particuliers des offres de marché, estimant l'opération peu rentable en raison des coûts nécessaires pour adapter leur système d'information ; ils ne sont entrés sur le territoire des ELD que via le marché des entreprises, lorsque celles-ci leur demandent d'être présents sur tout le territoire. À l'inverse, certaines ELD se sont regroupées (Alterna, Proxelia) pour prospecter hors de leurs frontières, notamment dans le cadre des appels d'offres pour les entreprises et les collectivités.

## Quelques ELD
On retrouve environ 130 ELD sur l'ensemble du territoire français, avec une concentration marquée en Alsace-Moselle (héritage de l'organisation allemande de la distribution d'électricité et de gaz en régies locales), mais aussi dans les zones rurales et montagneuses où les communes ont pris le relais de l'initiative privée pour électrifier les campagnes :
- l’Alsace avec Électricité de Strasbourg et Gaz de Strasbourg, Vialis à Colmar, Gaz de Barr, ou encore La Régie d'électricité et de Téléservices de Niederbronn-Reichshoffen ;
- la Lorraine avec notamment en Moselle, 26 entreprises (S.A.E.M.L. ou régies) dont Usine d'électricité de Metz, en Meurthe-et-Moselle la régie de Saulnes et dans les Vosges la régie de La Bresse ;
- l'Oise avec la SICAE Oise ; principalement dans le nord du département et la vallée de l'Oise entre Compiègne et Creil ;
- l'Aisne avec la SICAE de l'Aisne, une agence à Soissons et une agence à Vervins ;
- la Somme avec la SICAE de la Somme et du Cambraisis ;
- les Hautes-Alpes : Syndicat mixte d'électricité des Hautes-Alpes, Énergie Développement Services du Briançonnais (EDSB)
- les Deux-Sèvres avec Gérédis (Groupe Séolis) / Syndicat Intercommunal d’Électricité des Deux-Sèvres (SIEDS) ;
- la Vienne avec SRD Énergies (Groupe Sorégies) / Syndicat Energies Vienne ;
- la Gironde, avec de nombreuses régies gazières et électriques, en particulier :
  - une SEM au sud de Bordeaux et dans le Médoc, Électricité Service Gironde, qui a été rachetée par EDF début 2000, car cette SEM, et son actionnaire Elyo n’ont pas pu financièrement faire face aux très importants dégâts de la tempête de décembre 1999 sur son réseau ;
  - la SAEML Bordeaux Métropole Energies gère le réseau de distribution de gaz sur le territoire de la Communauté urbaine de Bordeaux, elle a pour actionnaires la municipalité de Bordeaux (76 %) et Engie (24 %)[5] ;
  - Gaz de Bordeaux, filiale à 100 % de Bordeaux Métropole Energies, est devenue fournisseur national de gaz ;
- les quelques villes françaises limitrophes de Bâle en Suisse sont desservies par le réseau suisse EBM ;
- la région Rhône-Alpes avec parmi les très nombreuses régies d'électricité situées sur le territoire de la région et plus particulièrement Gaz Électricité de Grenoble dont Elyo est actionnaire, la SORÉA (Société des Régies de l'Arc)[6] en Savoie, la régie de Seyssel (Haute-Savoie), la régie de Saint-Marcellin (Isère) et la régie d'Érôme (Drôme) ;
- la région Centre avec dans le département d'Eure-et-Loir la RSEIPC (Régie du Syndicat Électrique Intercommunal du Pays Chartrain) devenue SYNELVA le 1er janvier 2017, et dans le département du Loiret la SICAP (Société coopérative d’intérêt collectif agricole de la région de Pithiviers) ;
- Les Hautes-Pyrénées, avec la S.A.E.M.L. Énergies Services Lannemezan et la régie municipale de Capvern ;
- En Nouvelle-Aquitaine, dans les Landes, avec G.E.S. (Gascogne Énergies Services), anciennes régies municipales d’Aire-sur-l’Adour ;
- Dans l'Hérault (Occitanie), avec la Coopérative d'électricité de Saint Martin de Londres (CESML) qui couvre le Nord de Montpellier, ainsi que 2 régies municipales d'électricité sur les communes de Gignac (34150) et Cazouls les Béziers (34370)
- Dans les Pyrénées-Orientales, cinq communes de montagne sont munies de régies électriques ;
- Dans les Outre-mer avec notamment Electricité de Mayotte.